# Portas asa de gaivota

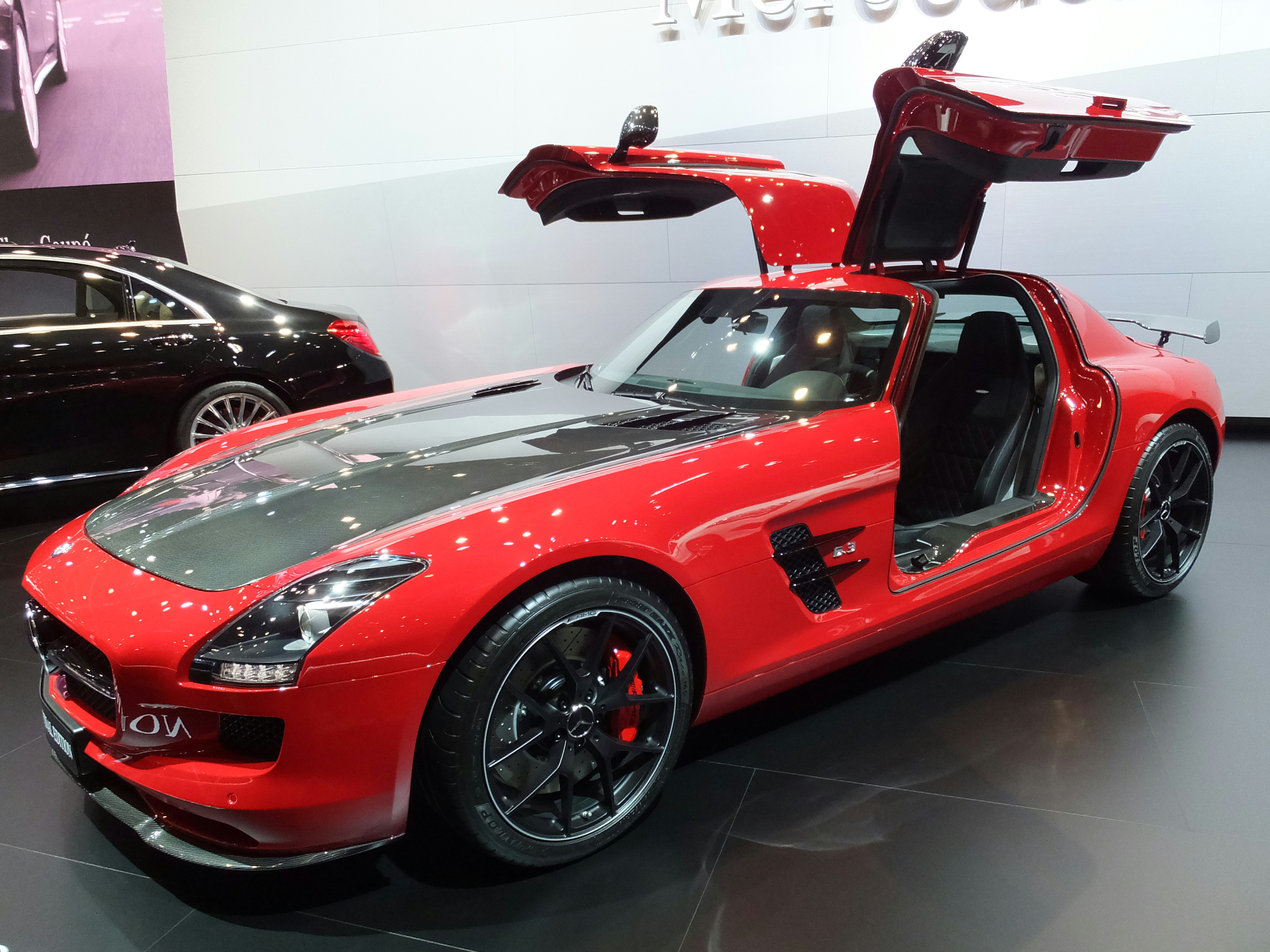
Mercedes-Benz SLS AMG GT com as portas asa de gaivota abertas.

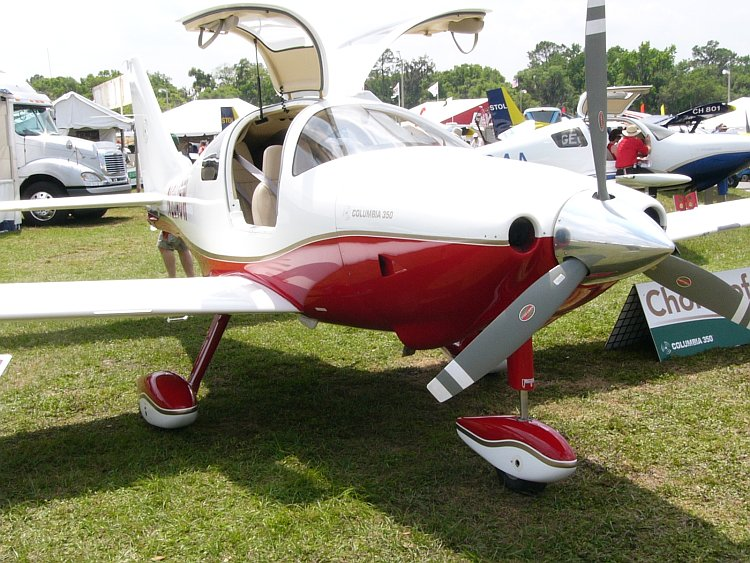
Um Cessna 350 com as portas asa de gaivota abertas.

As portas asa de gaivota são um tipo de portas de automóvel que estão fixadas ao teto e abrem verticalmente, ao contrário das portas convencionais. São assim chamadas porque, quando abertas, as portas evocam a imagem de uma gaivota com as asas estendidas.
Os exemplos mais conhecidos de carros produzidos em série com portas deste tipo são o Mercedes-Benz 300 SL dos anos 1950 (primeiro carro de rua com portas que abrem para cima), o Bricklin SV-1 dos anos 1970, o DMC DeLorean dos anos 1980 e o Mercedes-Benz SLS AMG da década de 2010.
A principal vantagem que têm estas portas é que requerem pouco espaço para abrir (27,5 cm no DeLorean; 11 polegadas).
As portas asa de gaivota também têm sido usadas em aviões pequenos; dois exemplos são o francês Socata TB e o estadunidense Cessna 350 Corvalis.